# Тарасівка (Житомирський район)
Тара́сівка — село в Україні, в Житомирському районі Житомирської області. Населення становить 156 осіб.

## Історія
До 1954 року хутір.
Село постраждало внаслідок геноциду українського народу, проведеного урядом СССР 1932—1933.
Входило до складу Ліщинської сільської ради.
12 червня 2020 року, відповідно до розпорядження Кабінету Міністрів України № 711-р «Про визначення адміністративних центрів та затвердження територій територіальних громад Житомирської області» увійшло до складу Станишівської сільської територіальної громади.
19 липня 2020 року, в результаті адміністративно-територіальної реформи та ліквідації Житомирського району (1939—2020), село увійшло до складу новоутвореного Житомирського району.

## Населення

### Мова
Розподіл населення за рідною мовою за даними перепису 2001 року:
| Мова            | Кількість | Відсоток |
| --------------- | --------- | -------- |
| українська      | 152       | 97.44%   |
| російська       | 3         | 1.92%    |
| інші/не вказали | 1         | 0.64%    |
| Усього          | 156       | 100%     |

## Відомі люди
- Коваленко Володимир Олексійович (нар. в Тарасівці 1962 року) — український співак, народний артист України (2019).